# Isaiah Todd
Isaiah Todd (Baltimore, Maryland, 17 de octubre de 2001) es un baloncestista estadounidense que pertenece a la plantilla del Kaohsiung Steelers de la P. League+ taiwanesa. Con 2,06 metros de estatura, juega en la posición de ala-pívot.

## Trayectoria deportiva

### Instituto
Sus dos primeros años de secundaria los pasó en el John Marshall High School en Richmond. Como estudiante de primer año, promedió 12,8 puntos y 6,5 rebotes por partido, lo que llevó a su equipo a títulos de distrito y regionales. En su segundo año, Todd promedió 18,6 puntos, 6,5 rebotes y 1.8 tapones por encuentro, con un porcentaje del 39% en tiros de 3 puntos, para ayudar a John Marshall a ganar el campeonato estatal de Clase 3.
Sus dos últimas temporadas las pasó en sendos colegios privados cristianos, siendo elegido en 2020, en su última temporada, para disputar los prestigiosos McDonald's All-American Game y el Jordan Brand Classic, ambos finalmente suspendidos por la pandemia COVID-19.

### Profesional
El 17 de octubre de 2019, se comprometió a jugar baloncesto universitario con Michigan, dejando a un lado ofertas de Kansas, Kentucky y North Carolina, entre otras. En ese momento, Todd era uno de los 15 mejores jugadores de su clase por consenso. Pero el 14 de abril de 2020 se retiró de Michigan y anunció que renunciaría a su elegibilidad universitaria para seguir una carrera profesional.

#### NBA G League Ignite (2021)
El 17 de abril de 2020, Todd firmó un contrato de un año con el NBA G League Ignite, un equipo de desarrollo afiliado a la NBA G League. Se sintió atraído por la G League porque quería "aprender de los profesionales y aprender de los entrenadores y entrenadores de la NBA". Acabó la temporada promediando 12,3 puntos y 4,9 rebotes por partido.

#### NBA (2021-2023)
Fue elegido en la trigésimo primera posición del Draft de la NBA de 2021 por los Milwaukee Bucks. Posteriormente fue canjeado a los Indiana Pacers por los derechos de draft de las selecciones 54 y 60, Sandro Mamukelashvili y Georgios Kalaitzakis, y dos futuras selecciones de segunda ronda del draft. Más tarde fue traspasado a los Washington Wizards, junto con Aaron Holiday por los derechos de draft de Isaiah Jackson, en un intercambio de cinco equipos.
Tras dos temporadas en Washington, el 24 de junio de 2023, es traspasado, junto a Jordan Goodwin y Bradley Beal, a Phoenix Suns, a cambio de Landry Shamet y Chris Paul. Pero el 6 de julio es traspasado de nuevo, esta vez a Memphis Grizzlies. El 30 de septiembre fue despedido sin llegar a debutar.

#### NBA G League Ignite (2023-2024)
El 30 de octubre de 2023, Todd volvió a firmar con los NBA G League Ignite.

#### Lituania
El 29 de noviembre de 2024 firmó con el BC Šiauliai–Casino Admiral de la Liga de Baloncesto de Lituania. El 10 de enero de 2025 fue cortado y reemplazado por Greg Whittington.

#### Taiwán
El 21 de febrero de 2025 firmó con los Kaohsiung Steelers de la P. League+.

## Estadísticas de su carrera en la NBA

### Temporada regular
| Año     | Equipo     | PJ | PT | MPP  | %TC  | %3P  | %TL   | RPP | APP | ROB | TPP | PPP |
| ------- | ---------- | -- | -- | ---- | ---- | ---- | ----- | --- | --- | --- | --- | --- |
| 2021-22 | Washington | 12 | 0  | 6.2  | .269 | .250 | .333  | 1.0 | .3  | .3  | .2  | 1.7 |
| 2022-23 | Washington | 6  | 1  | 10.2 | .167 | .100 | 1.000 | 2.0 | .7  | .2  | .0  | 1.5 |
| Total   | Total      | 18 | 1  | 7.5  | .227 | .192 | .500  | 1.3 | .4  | .3  | .1  | 1.6 |